# Bohater Federacji Rosyjskiej
Bohater Federacji Rosyjskiej (ros. Герой Российской Федерации) – najwyższy tytuł honorowy Federacji Rosyjskiej.
Tytuł honorowy Bohatera Federacji Rosyjskiej został ustanowiony dekretem z 20 marca 1992 roku, w miejsce poprzedniego tytułu Bohatera Związku Radzieckiego, związanego z ZSRR. Nadawany jest przez Prezydenta Rosji za szczególne zasługi dla państwa i narodu, związane z bohaterskim wysiłkiem.
Bohaterowi Federacji Rosyjskiej wręczany jest medal, powtarzający formę medalu Złotej Gwiazdy Bohatera Związku Radzieckiego, lecz różniący się wstążką w kolorach flagi Rosji: białym, niebieskim i czerwonym.
Tytuł honorowy Bohatera Federacji Rosyjskiej nie jest odznaczeniem państwowym, lecz stanowi wyróżnienie za zasługi. Najwyższym odznaczeniem Federacji Rosyjskiej jest order św. Andrzeja Apostoła Pierwszego Powołania.
W przypadku nadania jednej osobie zarówno tytułu Bohatera Federacji Rosyjskiej, jak i tytułu Bohatera Pracy Federacji Rosyjskiej, w jego rodzinnej miejscowości, na podstawie dekretu Prezydenta Federacji Rosyjskiej, stawia się jej popiersie z brązu z odpowiednim opisem.